# Hertigdömet Arkipelagen
Hertigdömet Arkipelagen ockkså kallat hertigdömet Naxos, var ett historiskt rike i nuvarande Grekland. Det var en av de korsfararstater som hade skapats då Bysantinska riket delades upp efter det fjärde korståget 1204. Hertigdömet var en vasallstat under Latinska kejsardömet. Det omfattade större delen av övärlden i Egeiska havet (därav hertigdömet Arkipelagen) med centrum på ön Naxos (därav dess andra namn), och ägde bestånd från år 1207 fram till att det erövrades av Ottomanska riket 1566: det styrdes sedan av en ottomansk guvernör fram till att det upplöstes slutgiltigt år 1579.     